# 純陀
純陀（じゅんだ、ちゅんだ、ちゅんだか、サンスクリット：चुन्द Cunda、タイ語: จุนทะ      cunthá）、漢訳では准陀・淳陀・周那と音写、妙義と訳す。
1. クシナガラ（現ビハール州カシアー）の鍛冶屋・工巧師の子。釈迦の最期の布施者となった。本項に詳述。
2. 舎利子の末弟。1の純陀とは別人。

以下では『大般涅槃経』から要約する。なお、大般涅槃経には初期のパーリ語聖典等に明らかにされたものと、後世の大乗仏教の思想概念が加入されたものとがあるため、以下では基本的に初期聖典に登場する純陀の姿を描き、大乗教典の解釈が対照的な部分は並列記述した。ちなみに大乗仏教の部分では、大乗仏教では一切救済を説くために、平民である純陀の身分が強調されている（特に『法華経』影響下の『涅槃経』〔一切大衆所問品、純陀品〕では強く主張される）。

## 経緯

### 純陀と釈迦の出会い
純陀は、幼い頃に両親を亡くし、小さな鍛冶屋を営む青年であった。
（大乗）しかし、敬虔な仏教徒であった彼は、出家していないにもかかわらず熱心に研鑽を重ね、街の人々にその素晴らしさを説き証して、積極的な布教に努めていたと言われる。
ある日、純陀は、自分の所有する果樹園に高齢の釈迦とその弟子一行が休まれていることを知り、偉大な尊者の存在に驚喜して、一行を自分の家に招く。釈迦は、純陀のもてなしを喜ぶと共に、彼に教典を説く。純陀は一行を手厚くもてなし、翌日の朝食を準備する意向を伝えると、釈迦はこれを快諾し、翌朝、弟子達と共に純陀宅を訪れ招きに与る。
純陀が差し出した料理は、sūkara maddava（スーカラ・マッダヴァ）といい、スーカラとは「野豚」、マッダヴァとは「柔らかい」と訳される。これがどんな料理だったのかについては諸説入り乱れており、キノコを使った料理とも、豚肉を使った料理とも言われ判然としない。出家僧であり、しかも体力を消耗した高齢の釈迦に対して肉料理を差し出すことは疑問であり、トリュフのように豚がキノコを好む性格を利用して採取するキノコもあるので、北伝仏教及び漢訳経典では、豚が好む種のキノコを使った料理というのが有力と言われている。
しかし、釈迦在世の初期仏教では、提婆達多の分派をめぐる問題から知られるように、釈迦は肉食禁止そのものは賛成しなかった。したがって、南伝仏教徒においては、「柔らかい豚肉」とすることに抵抗を感じなかった。
なお、純陀は、スーカラ・マッダヴァ以外にも、さまざまな料理を用意したが、釈迦は純陀に「自分はその料理だけでいい。他のごちそうは弟子たちに振る舞いなさい」と指示している。
（大乗）ある日、釈迦が街を通過すると聞きつけた彼は、街の在家信徒15人と共に釈迦の元へ駆けつけた。しかし、釈迦は、既に80歳を超える高齢のうえ体力を消耗しきっていた。この時期、釈迦の功徳は広く世に広まっており、世の高僧や王までもが街に美麗を尽くした供養を持参して捧げようとした。しかし、釈迦はこれを謝辞し、その中から純陀が持参した質素なキノコ料理を選んでこれを受けた。釈迦が、高僧や貴族らの持参した多くの供養を退け、純陀のキノコ料理を選択した理由については、純陀が、在家で貧民の身でありながら、自分の説き証した教義を、街の高僧よりも純粋に履行し、道を求めるに身分は関係ないという理想の求道姿勢を見たから、と見られている。

### 死に迫る病の発病と純陀の供養の意義
だが、純陀の料理を食べた釈迦は、その直後激しい腹痛を訴えるが（食中毒の症状と思われる）、平静を装っていた。
純陀は、事態を理解して、釈迦の一行に加わり旅に出る（一説には同名の別弟子を指すとも言われるが判然としない）。
しかし、高齢に激しい食中毒様の症状を現した釈迦は、遂にカクッター川のほとりで倒れ伏し、純陀に床を作るよう指示し、そこにしばし休むことになる。釈迦は、ここで内弟子のアーナンダらに対し次のように告げた。
「いいかアーナンダ、きっと誰かが言い出すだろう。『純陀が毒料理を食べさせたせいだ。純陀は徳のない悪党だ』と。しかし、それは間違いである。私は、純陀の料理を最後の供養として逝くのであるから、第一にこの生涯のさとりを大成させ、第二に大般涅槃に至らせてくれたのである。この供養は、私が受けた供養の中でもスジャーター（成道の際に最初に乳粥の供養を捧げた女性）のものと並び、我が人生の供養の中で最も重要なものである。大いなる威徳がある供養だ。純陀は大いなる威徳を積み、偉大な尊者となるべき偉業を成し遂げたのだ。純陀を恨む者が現れたなら、よく諭すのです。」
そして、総括として、「布施を実行する者こそ功徳あり。貪り・怒り・痴を超越し、人心を超える」と宣言した。
〔初期経典における純陀の登場部はほぼここまでである。〕

### 大乗涅槃経における後段の加筆
〔大乗仏教における経典では、前記アーナンダを諭した内容を直接純陀に説く場面があって加筆・訂正されている。その概要としては、平民である純陀の存在が弟子達と同類として説かれることにより大乗教典解釈を裏付ける形になっているほか、教団を誹謗する者に対して厳然とした態度を取るよう主張する場面があるが、更に後年の解釈ではそれも緩和される。〕
「よいか純陀よ、お前はこの大勢の中から仏の最期の供養者に選ばれたのだ。これは大変なことであり極めて成し難いことを遂げたのだ。スジャーターとお前の供養はまさに始まりと終わりの供養であり、私が受けた供養の中でも最も重要なものなのだ。お前は人間の体であっても心は仏になったのだ。だから私が入滅しても悲しんではならない。誰もが成し得ないことをやってのけたのだ」と諭している。
その後、純陀は釈迦に、「施しをすることは本当に尊いことが分かりましたが、では尊者ではなく、あらゆる人々にもしていくべきでしょうか？」と尋ねたところ、釈迦は純陀に対し、施しをする相手について次のように一つだけ条件を付けている。
「世の中にはただ一種類だけ、施してはならない者がいる。それは一闡提（いっせんだい）と言い、殺人や盗み、姦淫、嘘などの重罪を犯しながらこれを恥じず、教えや人道を汚し、あざけり、どれほど多くの人を傷つけでも決して顧みず自分勝手な解釈を決して曲げず、忠告されても決して改めず、世の中の全てを汚すような行いをする者のことである」
〔この敵対思想排斥の概念は、全てが救われるべき後年の大乗経典においては異端となるため、「施してならないのは、完全なる一闡提に限定されそこに至らない悪人は含まれない。」又は「施しをしてはならないのはその人間ではなく、その行為に対してである」とし、結果的に「一切悉有仏性すなわち一切の者は仏性を持っている」の精神を損なうものではなく、大乗の大般涅槃経の後半において、最終的に一闡提も成仏が可能であるという結論に至った。〕

#### 純陀と文殊の問答
純陀が釈迦仏にこの世において久しく常住なることを請うと、文殊菩薩は「生じる者は必ず滅す」といい純陀を制止しようとした。純陀はこれに反論し「仏を無常と言うなれば無間地獄に堕す」とまでいった。これを見ていた釈迦仏と文殊が純陀を讃嘆し、文殊が純陀に速やかに供養するよう促したところ、純陀はまたもや文殊に「仏は法身であって食身ではない」と反論した。釈迦仏はついに純陀の名の通り「妙義」なる覚りを讃じて供養を受けられた。

#### 釈迦と純陀の別れ
〔大乗の涅槃経における純陀と釈迦の最終的なやりとりは、初期経典に描かれた最終的な釈迦の遺言「全ては遷ろい行くもの。怠らず励め」という語に接続している。〕
純陀は「どうか元気になってください、この世は苦しみに満ちていて、あなたの教えが必要なのです」とすがるが、釈迦は次のように説いた。
「いいか純陀よ、現世の流転の苦しみに限りはない。栄えるものにも必ず終わりがあり、会うものにも必ず離別がある。誰しもが老病死の苦しみに喘ぐのだ。つまり、この世に生きることは、苦しみそのものを体に集めているのと同じことである。だから、これを取り除くことはできない。むしろこれを楽しみ＝日々が修行であり、苦しみは常に自分を磨いてくれる尊い事象である。そして、森羅万象全ての正体はみな空だということを悟り、この苦しみの現世に上妙の楽を見出すのだ。お前は一切衆生の仏法僧の帰依所となり、私の教えを留まることなく弁じていきなさい」
これに対し、純陀の回答は「私はまだ微力で、そのような力はありません」と応えたところ、釈迦は「お前の供養を受けたのは、全ての衆生を救わんがためである」と諭した。純陀は、釈迦の面前で香を焚き、「我、大乗の寄辺となるを目指し、その暁には必ずや遂げましょう」とこれに応えた。

#### 純陀の境涯と成仏
大乗の涅槃経においては、純陀は優婆塞（在家の信徒）でありながら十地の境涯を得ている菩薩とされ、釈迦仏より一子羅睺羅（釈迦の実子、ラーフラ、ただし実際はラーフラの一子だけではなく他にも息子がいたとも伝えられる）と異ならず、微妙の大智を成就し甚深の大乗経典に入る者とまで讃嘆せられた。そして一切大衆所問品において未来に成仏することを約束され予言せられている。